# Båstads station
Båstads station är en järnvägsstation i Båstads kommun, Skåne län (på Hallandssidan av landskapsgränsen), belägen i Hemmeslövsområdet vid Västkustbanans sträckning mellan Laholm och Ängelholm. Avståndet till centrala Båstad är omkring 4 kilometer − bussförbindelser finns.
Stationen togs i bruk i samband med trafikstarten genom Hallandsåstunneln den 13 december 2015. Stationen invigdes den 8 december 2015 av Bo Wendt (Bjärepartiet, dåvarande kommunstyrelsens ordförande i Båstads kommun), Lena Erixon (Trafikverkets generaldirektör) och Lennart Andersson (regionchef Trafikverket Syd).

## Tågtrafik
Tågen som stannar vid stationen tillhör Pågatågen (Halmstad–Ängelholm–Helsingborg) och Öresundståg (Göteborg–Helsingborg–Malmö–Köpenhamn). Sedan juni 2020 körs det också fjärrtåg sommartid Stockholm-Båstad-Ängelholm av VR Snabbtåg Sverige.
Den nya stationen ersatte och fick samma namn som den gamla stationen vid den tidigare linjesträckningen över Hallandsåsen. Den stationen invigdes den 21 augusti 1885 och låg närmare centrala Båstad. Stationen har fyra spår, varav två spår vid plattform och två utan plattform för passerande tåg. Utformningen baseras på krav för höghastighetsbanor eftersom banan är förberedd för 250 km/h, en hastighet tåg inte får ha då de passerar förbi plattformar.
I april 2017 kritiserades stationen av DHR för bristande tillgänglighet och lång gångväg trots att den var nybyggd (DHR önskade hissar).

## Busstrafik
Sedan 2015 trafikerar Hallandstrafiken och Skånetrafiken stationen med linjer till Båstad, Östra Karup, Norrviken och Laholm.

## Bildgalleri

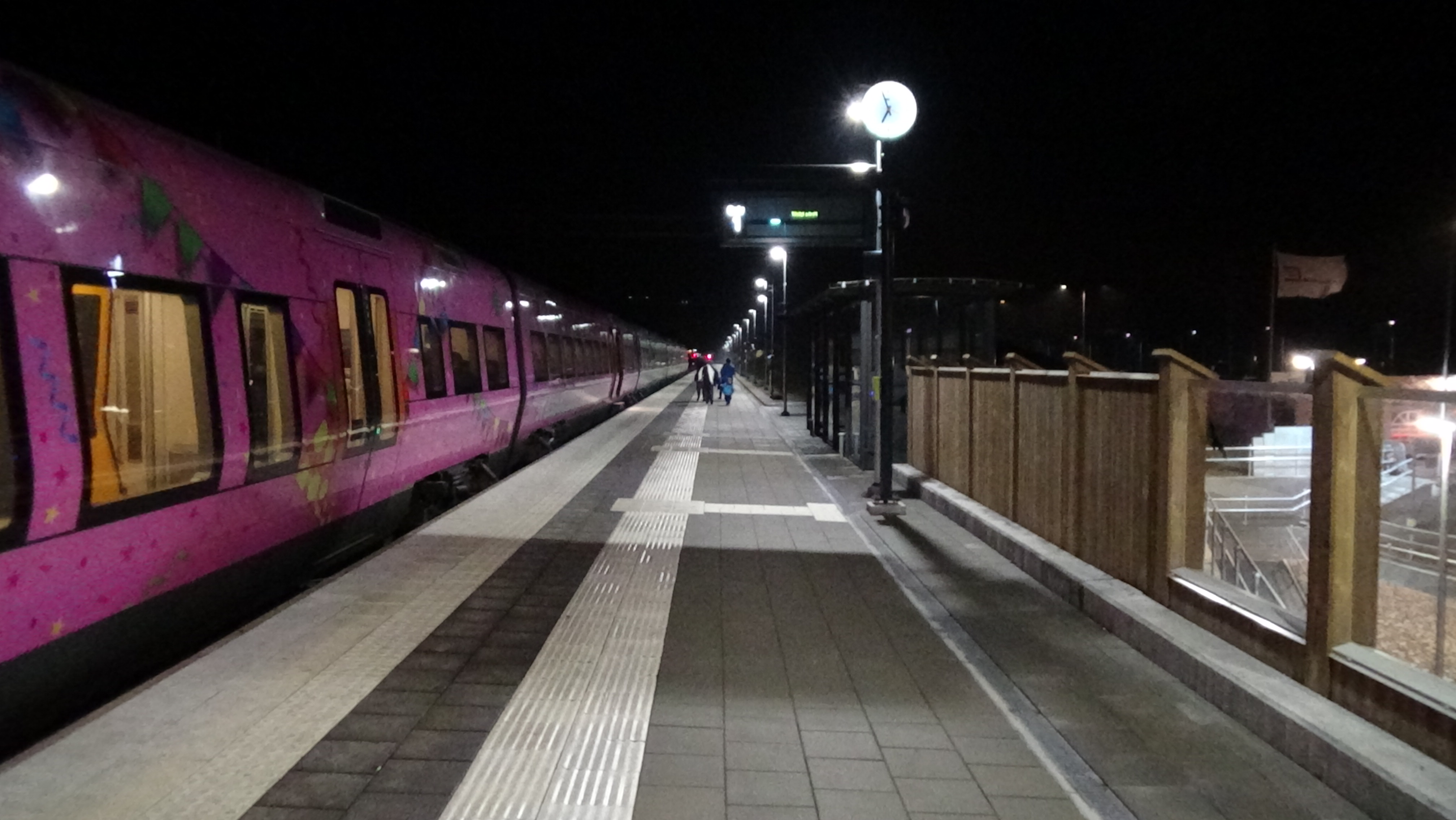
Båstads stations västra plattform.
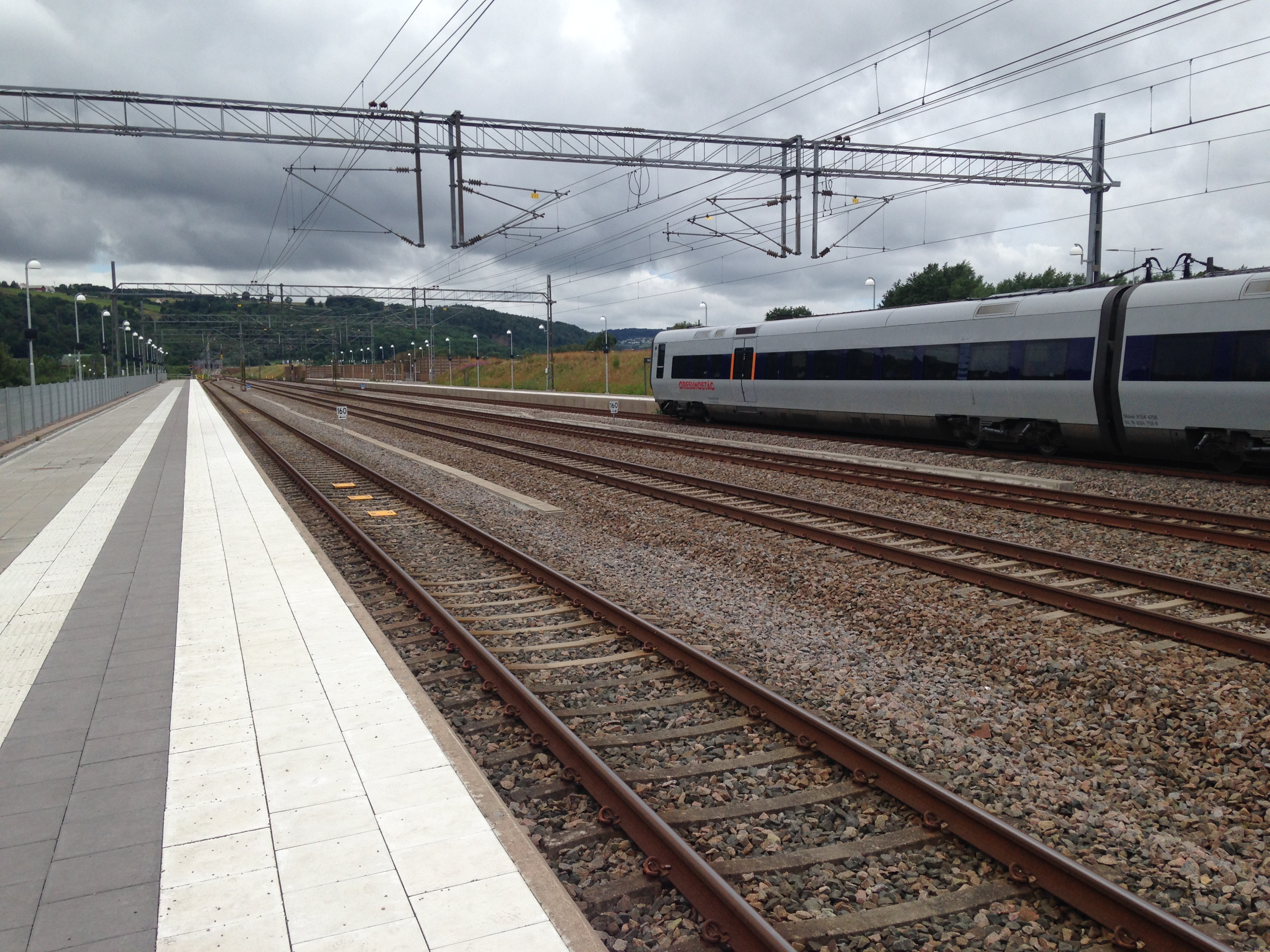
Båstads station med ett Öresundståg. I bakgrunden syns Hallandsåstunnelns mynning.